# Schaatsen op de Winteruniversiade 2009
Langebaanschaatsen was een onderdeel op de Winteruniversiade 2009 in Harbin, China. Er werd van 19 t/m 26 februari geschaatst op de Heilongjiang Indoor Rink. Naast alle olympische afstanden stond ook in de in Azië populaire 100 meter op het programma. Onderstaand volgen de medaillewinnaars van de schaatsonderdelen op deze Universiade.
Tijdens de daaropvolgende Universiade van 2011 in Turkije werd deze sport niet beoefend. Op de Universiade van 2013 in Trentino stond het schaatsen wel weer op het programma.

## Podia

### Mannen
| Afstand       | Goud                | Zilver              | Brons           |
| ------------- | ------------------- | ------------------- | --------------- |
| 100m          | Lee Kang-seok       | Zhang Yaolin        | Yu Fengtong     |
| 500m          | Lee Kang-seok       | Yu Fengtong         | Mo Tae-bum      |
| 1000m         | Mo Tae-bum          | Konrad Niedźwiedzki | Lee Kang-seok   |
| 1500m         | Mo Tae-bum          | Konrad Niedźwiedzki | Aleksej Jesin   |
| 5000m         | Arjen van der Kieft | Renz Rotteveel      | Artjom Beloesov |
| 10000m        | Arjen van der Kieft | Artjom Beloesov     | Renz Rotteveel  |
| achtervolging | Polen               | Zuid-Korea          | Rusland         |

### Vrouwen
| Afstand       | Goud         | Zilver       | Brons            |
| ------------- | ------------ | ------------ | ---------------- |
| 100m          | Yu Jing      | Zhang Shuang | Lee Sang-hwa     |
| 500m          | Lee Sang-hwa | Yu Jing      | Zhang Shuang     |
| 1000m         | Jin Peiyu    | Yu Jing      | Nao Kodaira      |
| 1500m         | Nao Kodaira  | Dong Feifei  | Ji Jia           |
| 3000m         | Fu Chunyan   | Dong Feifei  | Luiza Złotkowska |
| 5000m         | Dong Feifei  | Fu Chunyan   | Luiza Złotkowska |
| achtervolging | China        | Zuid-Korea   | Polen            |

## Medaillespiegel
| Pos. | Land       | Goud | Zilver | Brons | Totaal |
| ---- | ---------- | ---- | ------ | ----- | ------ |
| 1    | China      | 5    | 8      | 3     | 15     |
| 2    | Zuid-Korea | 5    | 2      | 3     | 10     |
| 3    | Nederland  | 2    | 1      | 1     | 4      |
| 4    | Polen      | 1    | 2      | 3     | 6      |
| 5    | Japan      | 1    | 0      | 1     | 2      |
| 6    | Rusland    | 0    | 1      | 3     | 4      |

Winteruniversiade

1968 Innsbruck · 
1970 Rovaniemi · 
1972 Lake Placid · 
1991 Sapporo · 
1997 Muju · 
2005 Innsbruck · 
2007 Turijn · 
2009 Harbin · 
2013 Trentino/Baselga · 
2017 Almaty · 
2023 Lake Placid
Wereld Universiteitskampioenschap

2012 Zakopane · 
2014 Almaty · 
2016 Baselga di Pinè · 
2018 Minsk · 
2020 Amsterdam · 
2022 Lake Placid · 
2024 Hamar